# Alexander Nikolajewitsch Skrinski

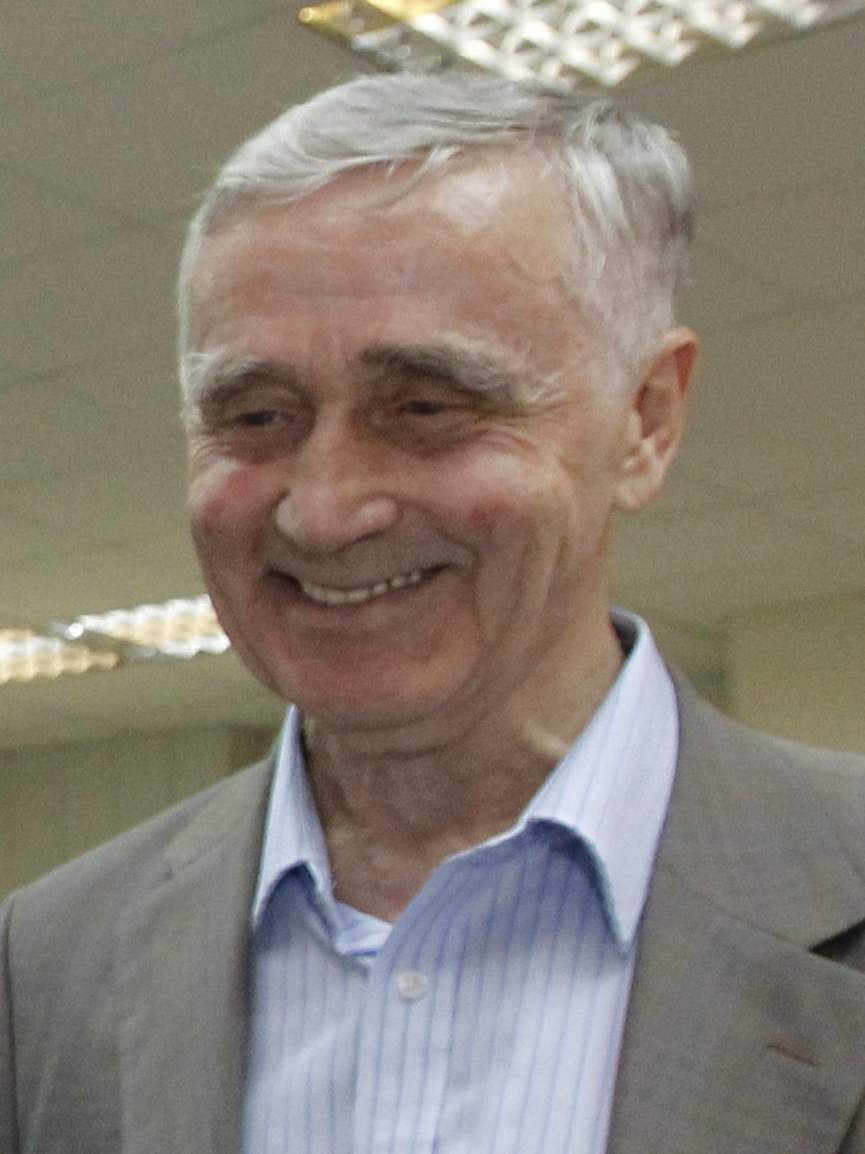
Alexander Nikolajewitsch Skrinski (2012)

Alexander Nikolajewitsch Skrinski (russisch Александр Николаевич Скринский; englische Transkription: Alexander Skrinsky; * 15. Januar 1936 in Orenburg) ist ein russischer Physiker, der sich mit Teilchenbeschleunigern beschäftigt.

## Herkunft und Ausbildung
Skrinskis Vater war Kraftfahrzeugingenieur der Roten Armee, was häufige Umzüge der Familie bedingte. Zeitweise lebte Skrinski so auch in Berlin, sein Abitur legte er in Nischni Nowgorod (damals Gorki) ab. Sein Studium der Physik an der Lomonossow-Universität in Moskau beendete er im Jahr 1959 erfolgreich.

## Karriere
Anschließend wurde Skrinski Mitglied der Forschungsgruppe von Gersch Izkowitsch Budker in Nowosibirsk, wo er am Bau der ersten russischen Speicherringe beteiligt war (VEP-1, ein Electron-Electron-Collider). Er leitete eine Gruppe, die zahlreiche weitere Speicherringe in der Sowjetunion baute (VEPP-2, VEPP-4 u. a.). 1978 entwickelte Skrinski mit Vladimir E. Balakin und Budker das Konzept eines Linearbeschleuniger-Colliders. Viele technische Innovationen gehen auf Skrinsky zurück, so das Optische Klystron (eine Variante des Freie-Elektronen-Lasers), Präzisionsmessungen der Massen von Elementarteilchen mit Resonanz-Depolarisation in Elektron-Positron-Collidern und eine Methode zur Erzeugung longitudinal polarisierter Teilchenstrahlen in Collidern.
Im Jahr 1965 promovierte Skrinski und ab 1969 war er Professor. Nach dem Tod von Budker übernahm er 1978 die Leitung von dessen Institut, nun Budker-Institut für Kernphysik (BINP) genannt. Seit 1995 war er Mitglied des wissenschaftlichen Beratungsgremium im DESY und 1986 bis 1992 in dem des CERN (Scientific Policy Committee). Er war Mitglied im International Committee on Future Accelerators (ICFA) und von 1989 bis 1992 dessen Vorsitzender.

## Auszeichnungen
Skrinski ist Fellow der American Physical Society und Mitglied der Russischen Akademie der Wissenschaften sowie der Königlich Schwedischen Akademie der Wissenschaften. Verliehen wurden ihm 1967 der Leninpreis, 1989 der Staatspreis der UdSSR, 1997 der Demidow-Preis, 2002 der Robert R. Wilson Prize und 2004 die Kapiza-Goldmedaille.